# Alex Righetti
Alex Righetti (Rimini, 14 de agosto de 1977) é um basquetebolista profissional italiano que atualmente defende o Eurobasket Roma que disputa a Lega Nazionale Pallacanestro (2ª Divisão).
O jogador que durante toda a sua carreira atuou em clubes italianos possui 1,98 m de altura e pesa 98 kg. Atua na posição Ala e defendendo a Seleção Italiana de Basquetebol conquistou a Medalha de Prata nos Jogos Olímpicos de Verão de 2004 em Atenas e a Medalha de Bronze no EuroBasket de 2003 na Suécia.
Pelos feitos conquistados por sua geração, Alex Righetti e seus companheiros foram homenageados como "Cavaleiros" da Ordem do Mérito da República Italiana em 27 de setembro de 2004.